# هم‌خانه (فیلم)
هم‌خانه فیلمی به کارگردانی و نویسندگی مهرداد فرید، محصول سال ۱۳۸۶ است.

## داستان فیلم
داستان فیلم مربوط می‌شود به دختری که در تهران دانشجو است و در ترم آخر موفق به کسب نمره قبولی برای یکی از درس‌هایش نمی‌شود. او ناچار است یک ترم دیگر هم دانشجو بماند اما مشکل اینجاست که دیگر خوابگاه اجازه ماندن به او نمی‌دهد. او مجبور می‌شود به دنبال خانه‌ای اجاره‌ای بگردد با پولی که دارد خانه مناسبی پیدا نمی‌شود. در این حین یکی از دوستان او به او خبر می‌دهد که یکی از فامیل‌هایش قصد مسافرت به خارج را دارد و به دنبال یک سرایدار می‌گردد تا از خانه او محافظت کند. دختر بعد از شنیدن این خبر خوشحال می‌شود اما صاحب‌خانه یک شرط دارد و آن این است که خانه را فقط به یک زوج متاهل می‌دهد. دختر به همین دلیل پسری که در رستوران کار می‌کرده را به عنوان همسر صوری خود معرفی می‌کند. همین باعث می‌شود  در ادامه داستان‌های عجیبی برای دختر رقم بخورد.

## بازیگران
- بیتا سحرخیز در نقش مهسا
- علیرضا اشکان در نقش جمشید
- مریم بوبانی در نقش فخری
- اکبر عبدی در نقش پدر مهسا
- شهرزاد کمال‌زاده در نقش هانیه
- علی مردانه در نقش همکار جمشید
- بابک بادکوبه در نقش دایی جمشید
- ارژنگ امیرفضلی در نقش مواد فروش
- مجید مشیری در نقش افسر نگهبان
- عسل بدیعی در نقش زن خیابانی
- لیلا زارع
- سمیه لرستانی
- مهدی جمشیدی
- بهنام داوری
- کامیار الیاسی
- گلناز یمینی
- سامن حسین‌زاده
- علی اصلانی
- نگار شفیعی زاده